# Dengeki G's Magazine
Dengeki G's Magazine (電撃G's magazine?) è una rivista mensile giapponese pubblicata dalla MediaWorks con all'interno informazioni su giochi bishōjo e le relative serie animate, assieme alle serie relative di manga e light novel. Il "G's" nel titolo sta per "Gals" e "Games" (Ragazze e Giochi in inglese).
La rivista è conosciuta poiché rende partecipi i lettori nella produzioni di giochi, come per esempio Sister Princess e Strawberry Panic!. Dengeki G's Magazine venne pubblicato la prima volta il 26 dicembre 1992 nell'uscita del febbraio 1993, con il titolo Dengeki PC Engine, che cambiò in quello attuale solo nel 2002.
Esistono anche edizioni speciali della rivista: il Dengeki G's Festival! viene pubblicato ad intervalli irregolari, e ad ogni uscita si focalizza su un determinato gioco bishōjo. Altre edizioni speciali sono il Dengeki G's Festival! Comic, il Dengeki G's Festival! Deluxe ed il Dengeki G's Festival! Anime. La rivista sorella del Dengeki G's Magazine', la Dengeki Girl's Style, pubblica informazioni riguardanti i giochi otome, per un pubblico femminile.
Circa metà delle pagine della rivista sono a colori, e contengono informazioni riguardanti i giochi o gli anime; il resto delle pagine, alla fine della rivista, contengono serie manga. A differenza di altre pubblicazioni tipiche giapponesi, le pagine hanno il verso orientale nella prima metà della rivista, mentre hanno il verso occidentale per le rimanenti, con le serie manga. Dengeki G's Magazine raggiunse i 15 anni di pubblicazioni nel 2007 e la 200ª uscita con il numero di ottobre 2007.

## Storia

### Dengeki PC Engine
A causa di problemi interni nella Kadokawa Shoten vicino alla fine del 1992, un gruppo di persone si separò da essa per creare la MediaWorks il 15 ottobre 1992. Il vecchio editore di una delle riviste di giochi della Kadokawa Shoten chiamata Marukatsu PC Engine fu uno degli impiegati che passò alla MediaWorks, ed una delle prime riviste pubblicate da questa nuova casa editrice fu il Dengeki PC Engine (電撃PCエンジン?, Dengeki PC Enjin) con l'uscita del febbraio 1993 il 26 dicembre 1992.
La rivista era pubblicata per dare informazioni riguardanti il NEC ed i relativi giochi. Tuttavia, dopo l'uscita del Sotsugyō: Graduation, un videogioco di appuntamenti della Interchannel (il nuovo nome della NEC), il Dengeki PC Engine cominciò a coprire anche altri campi oltre quello dei videogiochi, anche grazie al fatto che Sotsugyō ebbe adattamenti anche in drama CD, light novel, OAV e manga.
Tra il maggio 1992 ed il gennaio 1993 venne prodotto un gioco, con l'aiuto dei lettori, chiamato Megami Stadium, ed apparso nel Marukatsu PC Engine. Nel febbraio 1993 nel Dengeki PC Engine, la MediaWorks creò un gioco intitolato Megami Paradise che apparse nella rivista bimestralmente fino al numero del giugno 1996. Un anno dopo l'inizio di Megami Paradise, la Marukatsu PC Engine cessò le pubblicazioni, con l'uscita del 30 gennaio 1994. Nel dicembre dello stesso anno, uscì la prima edizione speciale del Dengeki PC Engine chiamata Dengeki PlayStation. L'anno seguente, la Dengeki PlayStation divenne una rivista autonoma, e cominciò anche a vendere i giochi per PlayStation dal dicembre del 1994.

### Dengeki G's Engine
A causa della bassa popolarità della console della NEC chiamata PC-FX, che succedeva alla TurboGrafx-16, la MediaWorks decise di cambiare il titolo della rivista da Dengeki PC Engine a Dengeki G's Engine (電撃G'sエンジン?, Dengeki G's Enjin), con l'uscita di giugno 1996 pubblicata il 30 aprile 1996, con la quale la rivista smise di essere una sola rivista di informazione di videogiochi prodotti dalla NEC. Al contrario, la rivista ora conteneva informazioni di ogni gioco bishojo, e con la nuova "G's" nel titolo voleva indicare "Gals" e "Games".

### Dengeki G's Magazine
Con l'uscita di agosto 1997 del 30 giugno 1997, il titolo della rivista cambiò in Dengeki G's Magazine (電撃G'sマガジン?, Dengeki G's Magazin), e venne leggermente modificato con l'uscita di maggio 2002 il 30 marzo 2002 in Dengeki G's magazine (電撃G's magazine?).

## Titoli serializzati
| Manga                                                   | Manga              | Manga                                            | Manga                          |
| Titolo                                                  | Autore             | Illustratore                                     | Uscite della rivista           |
| ------------------------------------------------------- | ------------------ | ------------------------------------------------ | ------------------------------ |
| 2/3 Ai no Kyōkaisen                                     | Deden              | Shizuka Ogawa (mondo 2D) Shin Kyōgoku (mondo 3D) | Gennaio 2006 - Marzo 2007      |
| Clannad                                                 | Key                | Shaa                                             | Agosto 2007 - attuale          |
| D.C. II ～Da Capo II～                                  | Circus             | Tsukasa Uhana                                    | Marzo 2007 - attuale           |
| Finalist                                                | PrincessSoft       | Shirō Nishiki                                    | Novembre 2005 - Febbraio 2006  |
| Fortune Arterial                                        | August             | Akane Sasaki                                     | Settembre 2007 - attuale       |
| Futakoi                                                 | Hina Futaba        | Pururu Kinkakuji                                 | Novembre 2004 - Ottobre 2005   |
| HoneyComing                                             | Hook               | Yuki Kiriga                                      | Aprile 2007 - attuale          |
| Little Busters!                                         | Key                | Yūya Sasagiri                                    | Marzo 2006 - attuale           |
| Marriage Royale                                         | Navel              | Koko Natsuki                                     | Aprile 2007 - attuale          |
| My-Otome                                                | Mizunari Sawajō    | Seven Tachibana                                  | Aprile 2007 - Settembre 2007   |
| Nanatsuiro Drops                                        | UNiSONSHIFT        | Yūki Takami                                      | Novembre 2006 - attuale        |
| Strawberry Panic!                                       | Sakurako Kimino    | Namuchi Takumi                                   | Novembre 2005 - Febbraio 2007  |
| Tsuki wa Higashi ni Hi wa Nishi ni: Operation Sanctuary | August             | Mika Takeda                                      | Luglio 2004 - Novembre 2004    |
| Utawarerumono                                           | Leaf               | Arō Shimakusa                                    | Novembre 2005 - Gennaio 2007   |
| Wind: A Breath of Heart                                 | Minori             | Ataru Kajiba                                     | Luglio 2004 - Novembre 2004    |
| Light novel                                             |                    |                                                  |                                |
| Titolo                                                  | Autore             | Illustratore                                     | Uscite della rivista           |
| Dream Knocker                                           | Mikage             | Sana Wakuzuki                                    | Novembre 2005 - Settembre 2006 |
| Futakoi Alternative G                                   | Ryūnosuke Kingetsu | ufotable                                         | Settembre 2005 - Febbraio 2006 |
| Myself ; Yourself                                       | Takumi Nakazawa    | Wadapen                                          | Maggio 2007 - Gennaio 2008     |
| Angel Beats! The 4-koma: Our War Front March Song       |                    | Haruka Komowata                                  | Dicembre 2009-?                |
| Angel Beats! Heaven's Door                              |                    | Yuriko Asami                                     | Maggio 2010-?                  |

## Giochi pubblicati con i lettori
Dengeki G's Magazine spesso pubblica giochi attraverso la partecipazione dei lettori che influenzano le scelte dei produttori. La lunghezza di questi giochi è variabile; alcuni possono durare per anni, mentre altri in molto meno di un anno. Solitamente è la popolarità del gioco che determina la sua durata. Solo dal dicembre 1998 al febbraio 1999 la rivista non pubblicò giochi, in quanto Ojōsama Express era appena finito e Sister Princess doveva ancora cominciare.
| Titolo                          | Autore          | Illustratore                                     | Uscite della rivista                                       |
| ------------------------------- | --------------- | ------------------------------------------------ | ---------------------------------------------------------- |
| Megami Paradise                 | Takeshi Kikuchi | Akihiro Yoshimi & Miyasumi                       | Febbraio 1993 - Giugno 1996 (Pubblicato nei mesi pari)     |
| Walzer no Monshō                | Shin Araki      | Tamayo Kobayashi & Mami Sajima                   | Febbraio 1993 - Gennaio 1995 (Pubblicato nei mesi dispari) |
| Hyper Wars                      | Sadaaki Asu     | Tsutomu Hasegawa                                 | Dicembre 1993 - Ottobre 1994 (Pubblicato nei mesi pari)    |
| Route Lancer                    | Yuri Hayashida  | Hanemaro Jūbaori                                 | Gennaio 1994 - Novembre 1994 (Pubblicato nei mesi dispari) |
| Seraphim Call                   | Not applicable  | Aoi Nanase                                       | Aprile 1996 - Agosto 1998                                  |
| Ojōsama Express                 | Jukki Hanada    | Masahide Yanagisawa                              | Dicembre 1997 - Novembre 1998                              |
| Sister Princess                 | Sakurako Kimino | Naoto Tenhiro                                    | Marzo 1999 - Settembre 2003                                |
| Happy Lesson                    | Yoshiki Takano  | Mutsumi Sasaki                                   | Aprile 1999 - Settembre 2002                               |
| Milky Season                    | Not applicable  | Takuya Io                                        | Marzo 2000 - Febbraio 2001                                 |
| Merry Little Park!              | Not applicable  | Yū Hisakata                                      | Aprile 2001 - Dicembre 2001                                |
| Futakoi                         | Hina Futaba     | Mutsumi Sasaki                                   | Ottobre 2002 - Ottobre 2005                                |
| Puppy Girls: Watashi no Ojisama | Sakurako Kimino | Pururu Kinkakuji                                 | Marzo 2003 - Ottobre 2003                                  |
| Strawberry Panic!               | Sakurako Kimino | Chitose Maki                                     | Novembre 2003 - Settembre 2005                             |
| Ultra Charming!                 | Maruhi Kano     | Harui Ōsaki                                      | dicembre 2003 - Agosto 2004                                |
| Marriage Royale                 | Shingo Hifumi   | Aoi Nishimata & Hiro Suzuhira                    | Gennaio 2006 - attuale                                     |
| 2/3 Ai no Kyōkaisen             | Deden           | Shizuka Ogawa (mondo 2D) Shin Kyōgoku (mondo 3D) | Dicembre 2005 - Dicembre 2007                              |
| A.I. Love You!                  | //              | Masato Takashina                                 | Febbraio 2006 - attuale                                    |
| Ohime-sama Navigation           | Satz            | Naru Nanao                                       | Febbraio 2008 - attuale                                    |
| Baby Princess                   | Sakurako Kimino | Natsuki Mibu                                     | Marzo 2008 - attuale                                       |

## Edizioni speciali
Dengeki PlayStation
Dengeki PlayStation cominciò originariamente come edizione speciale del Dengeki G's Magazine e venne pubblicato la prima volta nel dicembre 1994. Da allora divenne una rivista a sé stante.
Dengeki G's Paradise
Dengek G's Paradise è un'altra edizione speciale pubblicata a partire dal 1997. Venne pubblicata una sola uscita, che parlò di Sentimental Graffiti.
Dengeki G's Festival!
Dengeki G's Festival! è la terza edizione speciale del Dengeki G's Magazine. Venne pubblicato la prima volta nel dicembre 2004, e da allora, furono pubblicate 10 uscite, l'ultima delle quali nell'agosto 2007. Dengeki G's Festival è pubblicato ad intervalli irregolari, che variano da meno di una settimana a più di sei mesi. Ogni uscita contiene circa ottanta pagine riguardanti un determinato gioco bishōjo, tranne la seconda uscita che ne contenne due.
Inoltre, ogni uscita ha materiale aggiuntivo su determinati personaggi delle serie pubblicate sulla rivista principale, spesso dakimakura di personaggi dei giochi bishōjo in pose ecchi.
| Volumi del Dengeki G's Festival! | Volumi del Dengeki G's Festival!                              | Volumi del Dengeki G's Festival! | Volumi del Dengeki G's Festival! |
| Volume                           | Gioco bishōjo trattato                                        | Materiale aggiuntivo | Pubblicazione                    |
| -------------------------------- | ------------------------------------------------------------- | --- | -------------------------------- |
| 01                               | To Heart 2                                                    | Un poster magnetico A4, un diario per il 2005 | 16 dicembre 2004                 |
| 02                               | Yoake Mae yori Ruri Iro na (copertina) e Fate/hollow ataraxia | Un cuscino doppio con Saber di Fate Stay Night e Rin Tōsaka, Puzzle di Yoake Mae yori Ruru Iro na e due oggetti per il cellulare con Natsuki Takamizawa e Sakura Matō | 15 settembre 2005                |
| 03                               | To Heart 2 XRATED                                             | Dakimakura, oggetti per il cellulare e tre mousepad | 2 dicembre 2005                  |
| 04                               | Da Capo II                                                    | Cuscini, puzzle ed una carta ID | 19 maggio 2006                   |
| 05                               | Tsuyokiss: Mighty Heart                                       | Un orologio a sveglia, due shitakiji e sei scatolette | 25 maggio 2006                   |
| 06                               | Yoake Mae yori Ruri Iro na: Brighter than dawning blue        | Cuscini, shitakiji e carte ID | 30 novembre 2006                 |
| 07                               | Higurashi no Naku Koro ni Matsuri                             | Figurina, sparatutto con schermo a cristalli liquidi e tre poggiabicchieri                                                                                            | 16 febbraio 2007                 |
| 08                               | Shakugan no Shana DS                                          | Cuscini, carte ID, oggetti per il cellulare | 29 marzo 2007                    |
| 09                               | Little Busters!                                               | Cuscini, oggetti per il cellulare e puzzle | 30 giugno 2007                   |
| 10                               | Nanatsuiro Drops Pure!!                                       | Cuscini, puzzle ed oggetti per il cellulare | 30 agosto 2007                   |
| 11                               | Fortune Arterial                                              | Cuscini, un CD audio ed oggetti per il cellulare | 19 gennaio 2008                  |
| 12                               | Da Capo II: Plus Situation                                    | Lenzuola, mousepad e un taccuino | 20 maggio 2008                   |
| 13                               | Shin koihime musō                                             | Cuscini, mousepad e un mazzo di carte giocabili | 19 dicembre 2008                 |
| 14                               | Oretachi ni tsubasa wa nai                                    | Cuscini, carte ID e un mousepad | 23 gennaio 2009                  |
| 15                               | Yoake Mae Yori Ruriiro Na                                     | Cuscini, oggetti per cellulare e un mousepad | 20 febbraio 2009                 |
| 16                               | Marriage Royale                                               | Cuscini con Minato Daiba e oggetti per cellulare con Komachi Akita | 14 aprile 2010                   |
| 17                               | Angel Beats!                                                  | Cuscini con Yuri Nakamura, poster a grandezza naturale di Angel e un portachiavi con il logo delle Girls Dead Monster                                                 | 28 luglio 2010                   |

Dengeki G's Festival! Comic
Dengeki G's Festival! Comic è la seconda rivista della linea del Dengeki G's Festival!. Il primo volume è stato pubblicato il 26 novembre 2007 ed ogni numero contiene cinquecento pagine circa. La rivista offre manga basati su videogiochi di genere bishōjo, di cui la maggior parte è stata prima serializzata sul Dengeki G's Magazine. Ogni uscita ha del materiale aggiuntivo su determinati personaggi delle serie pubblicate sulla rivista principale.
Dengeki G's Festival! Deluxe
Dengeki G's Festival! Deluxe è la terza rivista della linea del Dengeki G's Festival!. Il primo volume è stato pubblicato il 30 novembre 2007 ed ogni numero contiene ottanta pagine circa. Contrariamente al Dengeki G's Festival!, questa rivista non si limita solo a parlare dei videogiochi originali, ma anche dei loro adattamenti. Come i due Festival! precedenti, anche in questo caso ogni uscita ha del materiale aggiuntivo su determinati personaggi delle serie pubblicate sulla rivista principale.
Dengeki G's Festival! Anime
Dengeki G's Festival! Anime è la quarta rivista della linea del  Dengeki G's Festival!. Il primo volume è stato pubblicato il 9 febbraio 2008. Ogni numero è incentrato su una singola serie anime, sebbene vengano trattate anche informazioni su altre serie adattate da manga o light novel pubblicati originariamente dalla ASCII Media Works. Come i Festival! precedenti, anche in questo caso ogni uscita ha del materiale aggiuntivo su determinati personaggi delle serie pubblicate sulla rivista principale.
Dengeki Festival! Heaven
Dengeki Festival! Heaven è un'altra edizione speciale del Dengeki G's Magazine. Il primo volume è stato pubblicato il 9 luglio 2008. La rivista contiene manga basati su videogiochi otome ed è rivolta alle ragazze. Ogni uscita ha del materiale aggiuntivo su determinati personaggi delle serie pubblicate sulla rivista principale.